# Campeonato Paulista de Futebol de 2003 - Série A3
O Campeonato Paulista de Futebol de 2003 - Série A3 foi a 50.ª edição da competição de futebol de São Paulo, equivaleu ao terceiro nível do futebol do estado. A competição, a ser organizada pela Federação Paulista de Futebol, foi disputada por 16 equipes, divididas em 2 grupos de 8 equipes, entre 25 de janeiro e 30 de março. 
O campeão foi o Taubaté, que conquistou seu 1º título dessa divisão ao levar a melhor sobre o Araçatuba na final, vencendo o jogo de ida em casa por 2 a 0 em Taubaté e o jogo de volta fora de casa por 3 a 1 em Araçatuba. Ambas as equipes foram promovidas à Série A2 de 2004.
Acabaram rebaixados para a Série B1 de 2004 a Paraguaçuense (última colocada do Grupo 1) e a Ferroviária (última colocada do Grupo 2).

## Fórmula de disputa

### Primeira fase
Na Primeira fase, em cada grupo jogarão todos contra todos em turno e returno, com as duas melhores equipes se qualificando às semi-finais, enquanto que a pior equipe de cada grupo será rebaixada à Série B1 de 2004.

### Semi-finais
As semi-finais terão turno e returno, onde os classificados serão promovidos à Série A2 de 2004 e disputarão a final.

### Final
Na final da competição os 2 finalistas se enfrentam em jogos de ida e volta para definir o campeão da Série A3 de 2003.

## Participantes
| Equipes            | Equipes            |
| ------------------ | ------------------ |
| Araçatuba          | Araçatuba          |
| Barretos           | Barretos           |
| ECO                | Osasco             |
| Ferroviária        | Araraquara         |
| Guaratinguetá      | Guaratinguetá      |
| Independente       | Limeira            |
| Inter de Bebedouro | Bebedouro          |
| Jaboticabal        | Jaboticabal        |
| Noroeste           | Bauru              |
| Palmeiras B        | São Paulo          |
| Paraguaçuense      | Paraguaçu Paulista |
| Rio Claro          | Rio Claro          |
| Sertãozinho        | Sertãozinho        |
| Taubaté            | Taubaté            |
| XV de Jaú          | Jaú                |
| XV de Piracicaba   | Piracicaba         |